# Daydream World Tour
Daydream Tour è il secondo tour della cantautrice  Mariah Carey, andato in scena nel 1996 per promuovere l'album Daydream.

## Storia del Tour
Il Daydream World Tour fu il secondo tour della Carey (dopo il Music Box Tour negli USA del 1993), e il suo primo tour ad avere date fuori dagli Stati Uniti. Il tour fu tenuto in onore del successo del suo nuovo album dell'epoca, Daydream; l'album conteneva tre dei 19 singoli #1 della Carey, (ossia "Fantasy", "One Sweet Day", e "Always Be My Baby"), diventò il suo secondo album ad aver venduto più di undici milioni di copie negli USA ed è uno dei suoi album più elogiati dalla critica. Fu tenuto anche per promuovere l'album in Europa e in Asia (specialmente in Giappone). Il tour è il suo secondo più corto, essendo il Music Box Tour il più corto di tutti.
Questo breve tour fu un successo sia dal punto di vista commerciale che dal punto di vista della critica. La Carey detiene il record al Tokyo Dome di 50.000 posti, dopo che tutte e tre le date lì fecero il tutto esaurito.

## Il concerto
Il palco montato per il tour era diviso in tre sezioni: il palco centrale, un'ala destra e una sinistra. Il palco centrale presentava due piattaforme rialzate dove erano poste la band e i coristi; le ali destra e sinistra avevano lunghe passerelle che si muovevano in direzioni opposte, i muri erano schermi giganti che cambiavano colori durante lo show a seconda dell'atmosfera, e in fondo erano presenti schermi per gli spettatori.

## Scaletta del Tour
- Daydream Interlude
- Emotions
- Open Arms
- Forever
- I Don't Wanna Cry
- Fantasy
- Always Be My Baby
- One Sweet Day
- Underneath the Stars
- Without You
- Make It Happen
- Just Be Good to Me
- Dreamlover
- Vision of Love
- Hero
- Anytime You Need a Friend / Anytime You Need a Friend (C&C Remix)
- All I Want for Christmas Is You (solo in Giappone)

## Date del tour
| Nord America    |          |             |                       |
| Data            | Città    | Paese       | Luogo                 |
| 10 ottobre 1995 | New York | Stati Uniti | Madison Square Garden |

| Asia          |       |          |            |
| Data          | Città | Paese    | Luogo      |
| 7 marzo 1996  | Tokyo | Giappone | Tokyo Dome |
| 10 marzo 1996 | Tokyo | Giappone | Tokyo Dome |
| 14 marzo 1996 | Tokyo | Giappone | Tokyo Dome |

| Europa         |             |             |                            |
| Data           | Città       | Paese       | Luogo                      |
| 14 giugno 1996 | Francoforte | Germania    | Festhalle                  |
| 17 giugno 1996 | Rotterdam   | Paesi Bassi | Ahoy Rotterdam             |
| 20 giugno 1996 | Parigi      | Francia     | Palais Omnisports de Bercy |
| 23 giugno 1996 | Londra      | Regno Unito | Wembley Arena              |